# Iglesia de Tsughrughasheni
La iglesia deTsughrughasheni (en georgiano: წუღრუღაშენის ეკლესია) es una iglesia ortodoxa georgiana en el distrito de Bolnisi, Georgia. La iglesia es considerada un monumento cultural inamovible de importancia nacional.

## Historia
La iglesia fue construida de 1212 a 1222, supuestamente por el rey Jorge IV de Georgia de la dinastía Bagrationi. 
La iglesia de Tsughrughasheni tiene cierta similitud estilística con otras iglesias georgianas de los siglos XII y XIII, como los monasterios de Betania, Kvatakhevi y Pitareti, pero es más pequeña que estos y tiene una cúpula más alta. El plan de la iglesia es de ángulo recto y la misma es rica en cuanto a los ornamentos tradicionales de Georgia.

## Ubicación
Se encuentra a aproximadamente 2 kilómetros de la basílica de Bolnisi Sioni, en el margen derecho del río Bolnisistsqali.  

## Galería

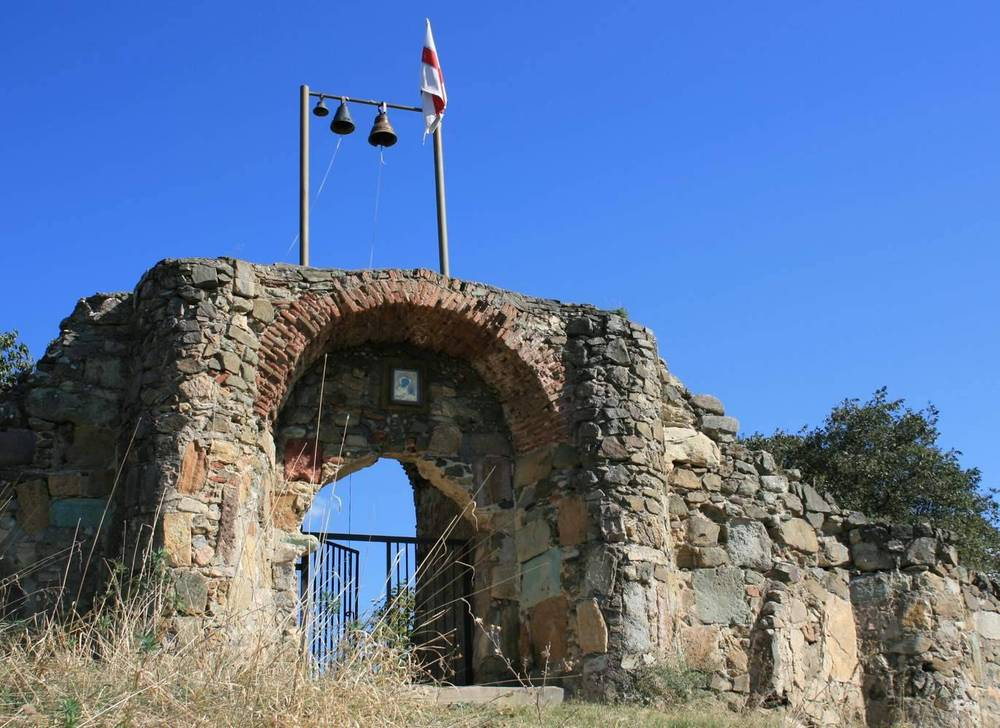
Puerta de la iglesia
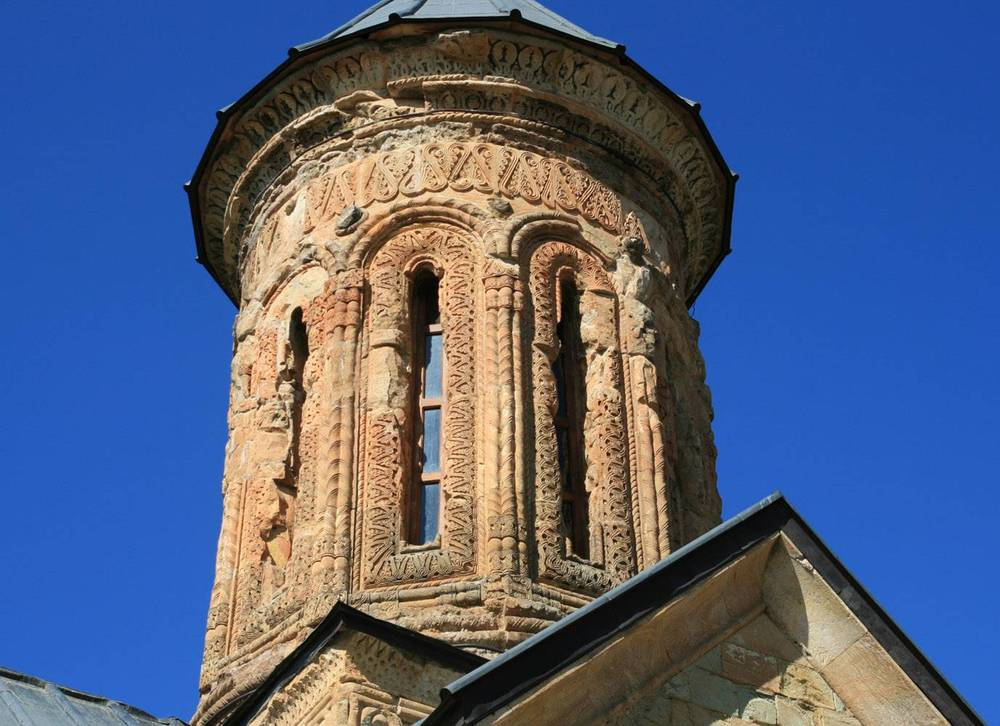
Detalle exterior del tambor.
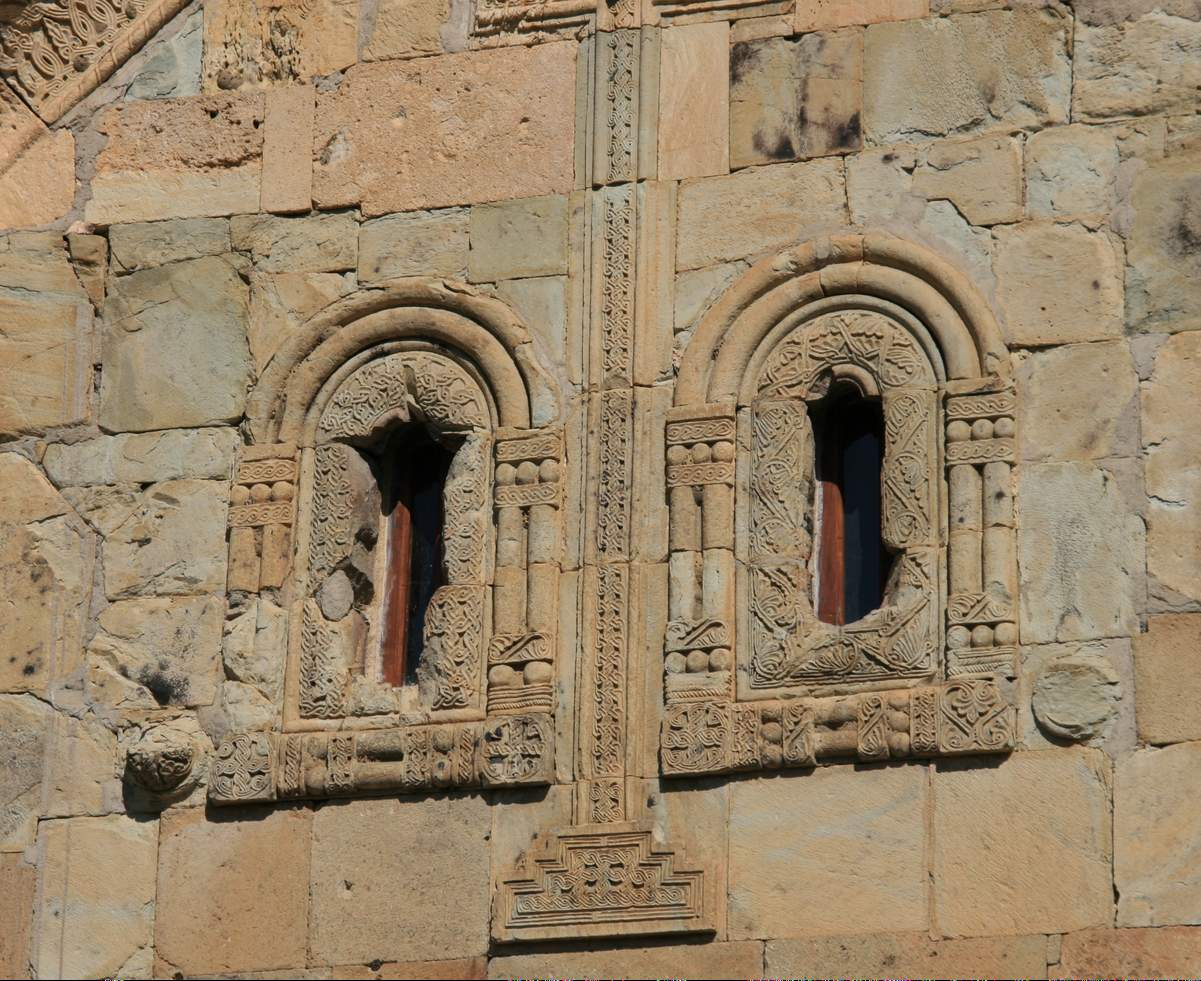
Ventanas en la fachada exterior occidental.
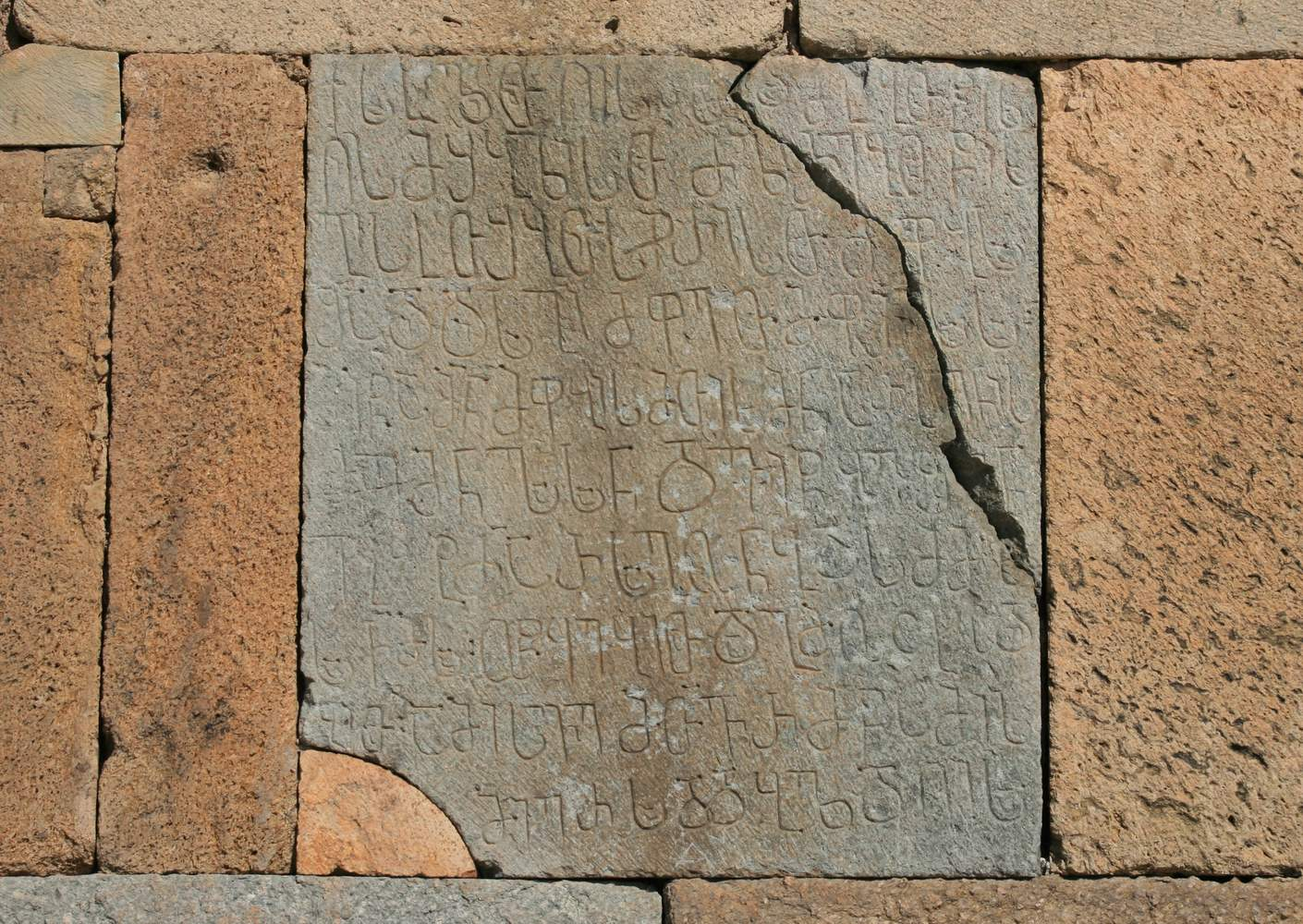
Inscripción en la fachada exterior occidental.